# Bellaire (België)
Bellaire is een plaats en deelgemeente van de Belgische gemeente Beyne-Heusay.
Bellaire ligt in de provincie Luik.

## Geschiedenis
Bellaire behoorde vanouds tot het Karolingische Domein van Jupille, en werd in de 11e eeuw door de Duitse keizer verkocht aan de bisschop van Verdun, welke het in 1266 verkocht aan het Sint-Lambertuskapittel te Luik, om in 1276 toe te vallen aan de bisschoppelijke tafel van Luik. In de 17e en 18e eeuw gaf de Prinsbisschop van Luik de heerlijkheid Bellaire herhaaldelijk uit.
Bellaire was aanvankelijk onderdeel van de parochie van Jupille en bezat voor het eind van de 15e eeuw al een kapel, een hospitaal en een kluis. In 1835 werd Bellaire verheven tot zelfstandige parochie.

## Demografische ontwikkeling
- Bronnen:NIS, Opm:1831 tot en met 1970=volkstellingen, 1976= inwoneraantal op 31 december

## Bezienswaardigheden
- De Onze-Lieve-Vrouw Visitatiekerk van 1726.

## Natuur en landschap
Bellaire ligt in de vallei van de Ri des Moulins, aan de rand van het Land van Herve, op een hoogte van ongeveer 200 meter.

## Nabijgelegen kernen
Jupille-sur-Meuse, Queue-du-Bois, Wandre, Beyne-Heusay

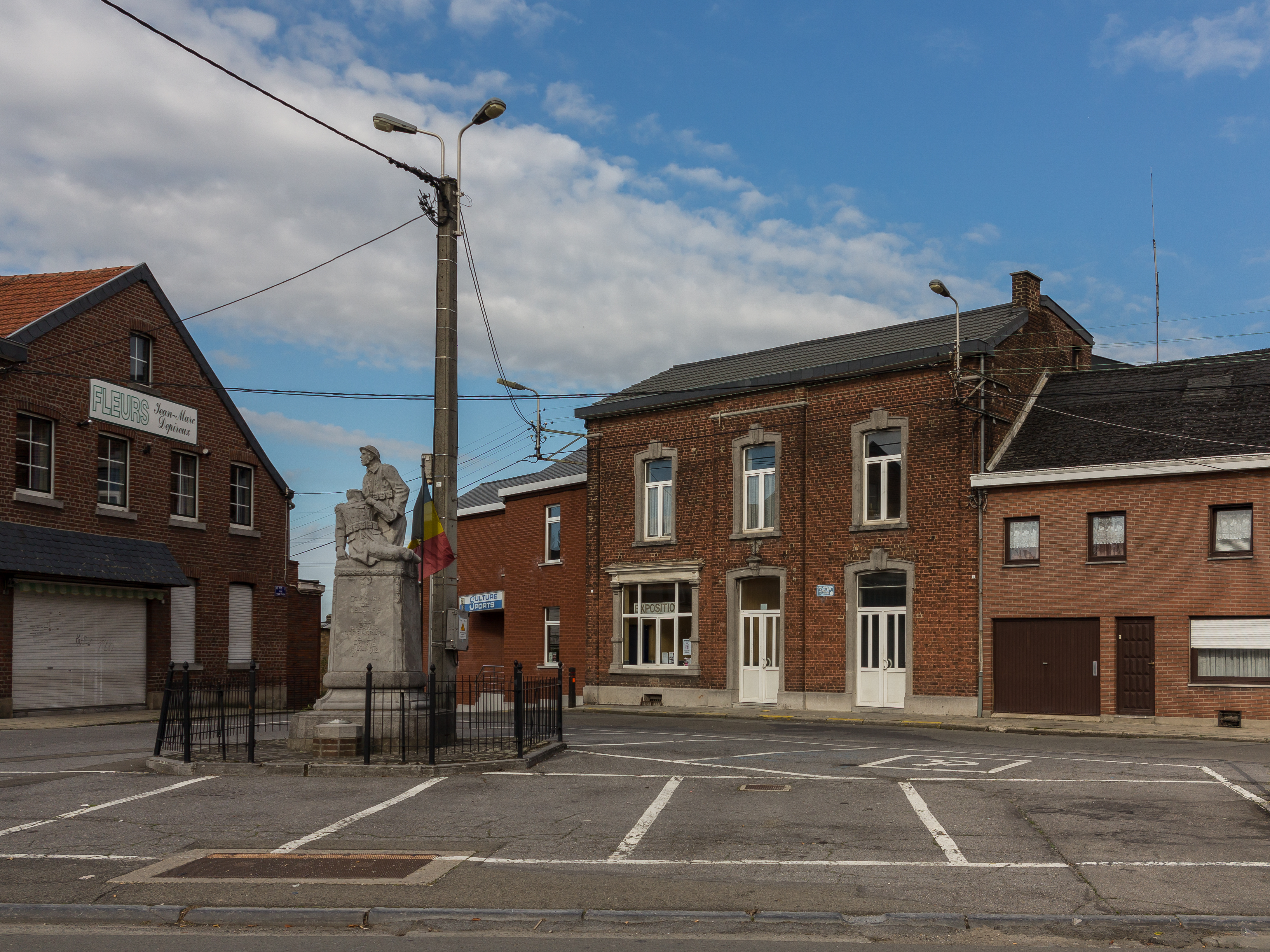
Oorlogsmonument Eerste Wereldoorlog in Bellaire

Deelgemeenten: Bellaire · Beyne-Heusay · Queue-du-Bois

Overige kern: Moulins-sous-Fléron

Belgische gemeenten · arrondissement Luik · provincie Luik · Wallonië